# Nerea Rodríguez
Nerea Ariel Eulalia Rodríguez (Gavá, Barcelona, 7 de febrero de 1999), conocida simplemente como Nerea Rodríguez o Nerea, es una cantante y actriz española que saltó a la fama por su participación en el programa Operación Triunfo 2017.

## Biografía
Nació el 7 de febrero de 1999 en la localidad barcelonesa de Gavá. Desde muy pequeña siempre le gustó la música y desde temprana edad ya cantaba, entre otras, canciones de Pastora Soler. Con siete años decide formar parte del Aula de Música Soler, y también complementa su formación con clases de piano, guitarra, lenguaje musical, cultura musical moderna y orquesta. Años más tarde decide formarse en las distintas disciplinas del teatro, canto y danza, donde destaca en las obras musicales por su voz e interpretación.
Con 14 años se presentó a las audiciones a ciegas del programa de Telecinco, La Voz Kids España, donde finalmente no fue seleccionada.
Con 18 años, en 2017, se presentó al casting de Operación Triunfo en Barcelona. Consiguió pasar todas las fases del casting y participó en la Gala 0 del programa que también logró pasar llegando hasta la Gala 10, batiéndose con Agoney en una de las expulsiones más reñidas del programa.
Tras el programa, junto a sus 15 compañeros, realizó una gira de OT 2017 por numerosas ciudades españolas, llenando estadios o pabellones con más de 60.000 personas en algunos de ellos, y entre tanto acudiendo también a firmas de discos. El último concierto fue el 28 de diciembre de 2018 y ahí tuvo la oportunidad de presentar su sencillo por primera vez.
Ha acudido a Pasapalabra en calidad de invitada en 4 programas, tres de ellos en agosto de 2018 para promocionar la obra de teatro La llamada donde interpreta a María Casado desde mayo de 2018. También fue a Telemadrid al programa ‘La Báscula’ en diciembre y a Castilla-La Mancha Media al programa ‘Estando Contigo Noche’ en noviembre, en ambos a presentar su sencillo “Y ahora no”.
En mayo de 2019 se estrenó UglyDolls: Extraordinariamente feos, película de dibujos animados en la que pone voz a la protagonista. En 2019 protagoniza el musical Aladdín en Barcelona, que compagina con su trabajo en La Llamada. Ese mismo año dobló al hada madrina de la película Playmobil: La película.
En 2021 quedó en segunda posición en la octava temporada de Tu Cara Me Suena. Posteriormente, siguió con su carrera musical, compaginándola con apariciones en algunos programas de televisión, como Pasapalabra, Zenit o volviendo como invitada a Tu Cara Me Suena.

## Carrera artística

### 2017-2018: Operación Triunfo 2017

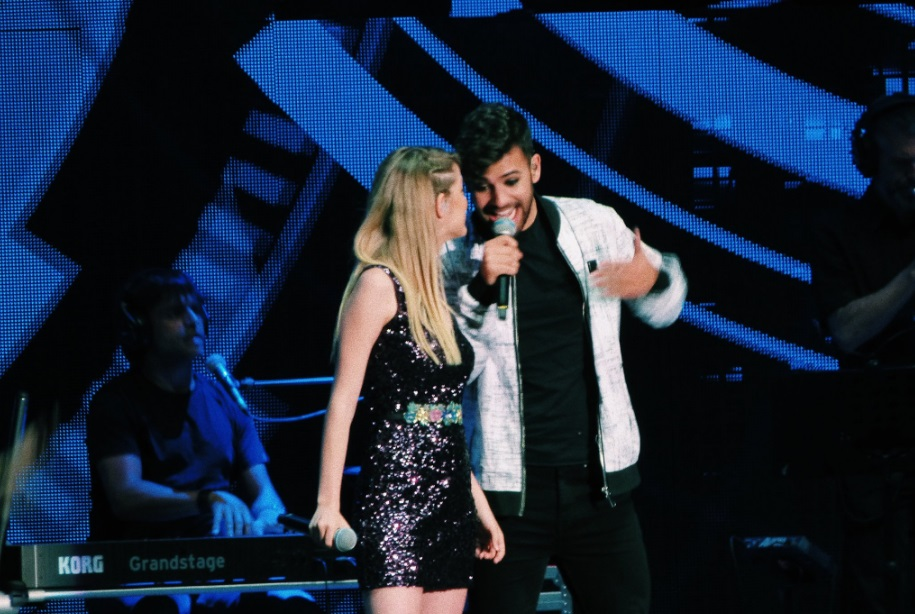
Nerea cantando Symphony con Agoney Hernández durante un concierto de OT en Pamplona en 2017

Nerea Rodríguez entró directa a la academia del talent show Operación Triunfo 2017 en la Gala 0 del programa, celebrada el 23 de octubre de 2017, y sería expulsada en la gala 10, el 8 de enero de 2018, contra Agoney con el ajustado porcentaje de 47%. Entre sus actuaciones más destacadas se encuentran "Quédate Conmigo" de Pastora Soler, "Symphony" junto a Agoney,  o "Listen" de Beyoncé, con la que salió expulsada.
Una vez finalizado el concurso, Nerea y sus compañeros realizaron una gira por toda España actuando en recintos emblemáticos como el Palau Sant Jordi de Barcelona, el Estadio Olímpico de La Cartuja de Sevilla, el Bizkaia Arena de Baracaldo, o el Estadio Santiago Bernabéu de Madrid, donde cantó junto a Pastora Soler.

### 2018-2019:La Llamada, primer sencillo y doblaje
El 10 de mayo de 2018, Nerea Rodríguez anunciaba que sería la nueva protagonista del musical La Llamada, escrito y dirigido por Javier Ambrossi y Javier Calvo. Durante seis años estuvo como una de las protagonistas del cartel de esta obra de teatro. Fue en 2024 cuando se anunciaba el final de la función y por tanto, la participación de Nerea en ella.
El 16 de noviembre se publicó el que sería el primer sencillo de la artista y por lo tanto, su carta de presentación. «Y Ahora No» es el nombre de su primer sencillo que consigue hacerse con el número 1 en iTunes nada más publicarse, también el número 1 en Amazon Music y además reinar durante una semana consecutiva en el primer puesto en la lista de ventas de Google Play. El videoclip consigue, también, la primera posición en iTunes y colocarse en el top 2 de tendencias de YouTube.
En diciembre de 2018 participó en el programa navideño Telepasión de Televisión Española, donde participa en una versión de la canción “Fame”, junto a sus compañeros de OT Roi Méndez, Ricky Merino y Marina Jade. También colaboró con ellos el presentador del formato Roberto Leal. Ese mismo mes, se anuncia su participación como actriz de doblaje en la nueva película de Illumination, UglyDolls: Extraordinariamente feos donde actúa junto con Pitbull y que estuvo disponible en cines desde el 3 de mayo de 2019. En ella interpretaba la voz de Molly, la protagonista. También le puso voz a la banda sonora de la película en castellano.Ese año también anunció que formaría parte del elenco de doblaje al español de la película Playmobil: La película, dando voz al hada madrina.
A finales de ese año lanzó un EP llamado Diciembres, el cual recogía los temas cantados durante su gira en solitario a principios de año. Además, incluyó una cover de la canción navideña "Noche de Paz", la cual fue publicada días antes y que compartía lugar con "Nadie", "Pero quiero contigo" y "No mires atrás".

### 2020-2024:Tu Cara me Suena, lanzamiento de sencillos y actriz teatral.
En diciembre de 2019, se anunciaba su participación en el famoso programa español Tu cara me suena junto a conocidos rostros, tales como Mario Vaquerizo, Gemeliers, El Monaguillo o Cristina Ramos. Durante su paso por el concurso, en el cual quedó en segunda posición con el 34% del apoyo de los espectadores. Imitó a cantantes de la talla de Ariana Grande, Zara Larsson o Camila Cabello, ocupando siempre los primeros puestos en la tabla de clasificación.
Tras su paso por el programa, desde 2021, Nerea Rodríguez ha continuado consolidándose como una figura destacada en la música, el teatro y la televisión en España. La cantante y actriz continuó mantenido una presencia activa en la industria, publicando nueva música, participando en programas de televisión y asumiendo roles relevantes en el teatro musical.
En el ámbito musical, Nerea lanzó varios sencillos a partir de 2021, entre los que destacan "Los recuerdos", "Doble o Nada" y "Papallones", los cuales fueron bien recibidos por el público. En ese mismo año, presentó su EP titulado "Doble o Nada", consolidándose como una artista versátil y con un estilo propio. Durante 2022, viajó hasta Estados Unidos para trabajar en su música y continuó expandiendo su discografía con canciones como "Señales", "Malibú" y "RSVP", esta última en colaboración con el artista Dominik Klein.
En paralelo a su carrera como cantante, Nerea mantuvo su presencia en el mundo del teatro musical. Desde 2018, ha interpretado el papel de María Casado en el exitoso musical "La llamada", que estuvo ofreciendo sus obras teatrales hasta 2023, anunciándose el fin de este musical y, por tanto, el del papel de la cantante en este. Hacia el fin de este año, publica también el single "Por primera vez", "Rosas" junto a Sandra Groove y "Perdona si te olvido" en colaboración con Última Llave, mostrando una constante evolución en su estilo musical.
Ya hacia 2024, Nerea anuncia en el podcast "Animales Humanos Podcast" que muy pronto sacaría nuevo disco. Aproximadamente hacia finales de año. Aunque finalmente no fue así, siguió sacando sencillos que formarían parte de su disco, tales como "Todo mal", "QEEC" o "Bailando por ahí". 
Se ha mantenido enfocada en su carrera artística, trabajando en nuevos proyectos y explorando diferentes facetas creativas. Es por ello que este mismo año anunció su participación en el musical "MECANEXPERIENCE" de Sergio Alcover, de miércoles a domingo a las 22:00 en el Teatro Infanta Isabel de Madrid. Se trata de un espectáculo musical que rememora canciones del grupo Mecano y reúne a un talentoso elenco de cantantes y bailarines, acompañados por una banda de músicos que actúa en directo y a la vista del público, recreando la experiencia de un auténtico concierto. Fue el 18 de septiembre de 2024 cuando se estrenó esta obra y en la que actualmente sigue trabajando. 
En noviembre de ese mismo año, compagina esa obra de teatro con otra llamada "La hora del lobo", dirigida por Víctor Páez, en el Teatro Luchana.
Hacia finales de año, participa en el concurso Zenit de TV3 (Cataluña), siendo una de las representantes de la Generación Z. Fue un programa que consiguió bastantes éxitos en audiencias. Nerea interpreto canciones como "Try", "I have nothing" o "Boig per tu", llegando hasta la Semifinal del concurso.
El 13 de septiembre de 2024 saca en colaboración con Angy Fernández el single "Malibú 2.0", un adelanto de su nuevo disco. Por otra parte, puso voz a la Orquesta Franz Schubert Filharmonia en "LAS MEJORES BSO DE DISNEY", un concierto sinfónico donde se interpretaron canciones de Frozen, el Rey León, Aladdin, la Bella y la Bestia, Coco y muchas películas más en una gira por varios teatros y auditorios de Cataluña entre el 20 y el 29 de diciembre de 2024.
Por último, para cerrar el 2024, apareció en el especial de Nochevieja de 2024 de La1, junto al elenco de "MECANEXPERIENCE" en el programa "Feliz 2025", presentado por Oriol Nolis y Eva Soriano, haciendo un homenaje al grupo y promocionando el musical.

### 2025-actualidad: Lanzamiento de su primer álbum.
Actualmente, Nerea Rodríguez continua inmersa en el proceso de composición y producción de su propia música. El 17 de enero de 2025 anunció que su primer álbum se llamaría “WOW” y que la fecha de su estreno sería el 7 de febrero de ese mismo año, estando disponible tanto en físico como en todas las plataformas digitales desde esa misma fecha. Este disco incluyó algunas canciones que ya había sacado como sencillos en el pasado y algunas nuevas como “Tú y yo”, “WOW” o “Amores de Verano”, esta última en colaboración con Hugo Cobo.
Con la salida al mercado del disco, Nerea anunció dos conciertos únicos de su gira WOW, en Barcelona el 30 de junio y en Madrid el 2 de julio.

### Conciertos
A comienzos de febrero de 2019 anunció una gira de conciertos en solitario por distintas ciudades españolas entre las que se encuentran Madrid, Sevilla o Barcelona. Ese mismo mes se dio a conocer su participación en el musical Aladdín interpertando a Jasmine en el Teatro Condal de Barcelona. El 17 de febrero de 2019, Nerea actuó en la Gala de la Reina Infantil del Carnaval de Santa Cruz de Tenerife.
Por otro lado, a finales de año, anunciaba una segunda gira, esta vez junto a sus compañeros Ricky Merino y Raoul Vázquez, llamada «#3TOUR» y que recorrería varias ciudades durante los primeros meses del 2020.
En abril de 2021, Nerea anunciaba por redes sociales la vuelta a los conciertos con "Nerea en concierto", en Viladecans, Madrid y Valencia.

## Trayectoria televisiva

### Televisión

#### Programas
Como concursante
| Televisión  | Televisión                      | Televisión | Televisión                    | Televisión |
| Año         | Programa                        | Cadena     | Observaciones                 |            |
| ----------- | ------------------------------- | ---------- | ----------------------------- | ---------- |
| 2014        | La voz Kids                     | Telecinco  | Concursante - Eliminada       |            |
| 2017 - 2018 | Operación Triunfo 2017          | La 1       | Concursante - 9.ª expulsada   |            |
| 2020 - 2021 | Tu cara me suena                | Antena 3   | Concursante - 2.ª finalista   |            |
| 2023        | Tu cara me suena; Gala de Reyes | Antena 3   | Concursante - 9.ª clasificada |            |
| 2024        | Zenit                           | TV3        | Concursante - Semifinalista   |            |
| 2025        | Bailando con las estrellas      | Telecinco  | Concursante                   |            |

Como invitada
| Televisión  | Televisión                     | Televisión           | Televisión                                    | Televisión |
| Año         | Programa                       | Cadena               | Observaciones                                 |            |
| ----------- | ------------------------------ | -------------------- | --------------------------------------------- | ---------- |
| 2018        | Operación Triunfo 2018         | La 1                 | Invitada                                      |            |
| 2018 - 2020 | Pasapalabra                    | Telecinco y Antena 3 | Invitada en distintos programas               |            |
| 2018        | Telepasión                     | La 1                 | Invitada                                      |            |
| 2019        | La mejor canción jamás cantada | La 1                 | Invitada                                      |            |
| 2019        | Trabajo Temporal               | La 1                 | Invitada                                      |            |
| 2024        | Operación Triunfo 2023         | Prime Video          | Invitada                                      |            |
| 2024        | "Feliz 2025"                   | La1                  | Invitada junto al elenco de "Mecanexperience" |            |

#### Series
| Televisión | Televisión                         | Televisión  | Televisión        | Televisión |
| Año        | Programa                           | Cadena      | Personaje         |            |
| ---------- | ---------------------------------- | ----------- | ----------------- | ---------- |
| 2024       | Vestidas de azul                   | Atresplayer | Marisa Montanuy   |            |
| 2025       | Ladrones, la tiara de Santa Agüeda | Disney Plus | Amiga de la novia |            |
| 2025       | Jódete Jorge                       | Filmin      | Charo             |            |

## Doblaje, teatro y podcasts

### Doblaje
| Doblaje | Doblaje                             | Doblaje      | Doblaje      | Doblaje |
| Año     | Película                            | Personaje    | Director(es) |         |
| ------- | ----------------------------------- | ------------ | ------------ | ------- |
| 2019    | Terra Willy: planeta desconocido    | Willy        | Eric Tosti   |         |
| 2019    | UglyDolls: Extraordinariamente feos | Moxy         | Kelly Asbury |         |
| 2019    | Playmobil: La película              | Hada Madrina | Lino DiSalvo |         |
| 2025    | La luz de Aisha                     | Nura         | Shadi Adib   |         |

### Teatro
| Obras de teatro | Obras de teatro               | Obras de teatro | Obras de teatro                              | Obras de teatro |
| Año             | Obra                          | Personaje       | Director(es)                                 |                 |
| --------------- | ----------------------------- | --------------- | -------------------------------------------- | --------------- |
| 2018 - 2023     | La llamada                    | María Casado    | Javier Ambrossi y Javier Calvo               |                 |
| 2019            | Aladdin, the pop musical      | Jasmine         | Dani Cherta                                  |                 |
| 2024            | La llamada: Gira 10 años      | María Casado    | Javier Ambrossi y Javier Calvo               |                 |
| 2024            | La hora del lobo              | Estefanía       | Víctor Páez                                  |                 |
| 2024-2025       | MecanExperience               | Nerea           | Sergio Alcover                               |                 |
| 2025-presente   | El hilo invisible, el musical | Nura            | Alícia Serrat, Daniel Anglès y Víctor Arbelo |                 |

### Podcasts
| Doblaje | Doblaje            | Doblaje                                       | Doblaje                      | Doblaje |
| Año     | Podcast            | Información                                   | Presentador(es)              |         |
| ------- | ------------------ | --------------------------------------------- | ---------------------------- | ------- |
| 2023    | "40 Grados K"      | Invitada                                      | Karin Herrero                |         |
| 2024    | "El Escaparateh"   | Invitada junto al elenco de "MecanExperience" | Javi Ivànyez                 |         |
| 2024    | "Me falta calle"   | Invitada                                      | Sergio Macías                |         |
| 2024    | "Pop Talks"        | Invitada                                      | Mario Arinero y Lucía Alfaro |         |
| 2024    | "Animales Humanos" | Invitada                                      | Ibai Vegan                   |         |
| 2024    | "The Xur Show"     | Invitada                                      | Xurxo Trillo                 |         |

## Discografía

### Álbumes
| Año  | Título | Detalles                                                     | Sello discográfico | Posición |
| Año  | Título | Detalles                                                     | Sello discográfico | ESP      |
| ---- | ------ | ------------------------------------------------------------ | ------------------ | -------- |
| 2025 | WOW    | - Lanzamiento: 7 de febrero de 2025 - Formatos: CD y digital | Independiente      | -        |

### Sencillos
| Año  | Canción                          | Listas | Álbum        |
| ---- | -------------------------------- | ------ | ------------ |
| 2018 | Y ahora no                       | 96     | N/A          |
| 2019 | Tu segunda opción                | -      | N/A          |
| 2019 | Noche de paz                     | -      | Diciembres   |
| 2021 | Los recuerdos                    | -      | Doble o nada |
| 2021 | Doble o nada                     | -      | Doble o nada |
| 2021 | Papallones                       | -      | N/A          |
| 2022 | Señales                          | -      | WOW          |
| 2022 | Malibu                           | -      | WOW          |
| 2023 | Por primera vez                  | -      | WOW          |
| 2024 | Todo mal                         | -      | WOW          |
| 2024 | QEEC?                            |        | WOW          |
| 2024 | por ahí bailando                 | -      | WOW          |
| 2024 | Malibú 2.0 (con Angy)            | -      | WOW          |
| 2025 | Amores de verano (con Hugo Cobo) | -      | WOW          |

### EP
- 2019: «Diciembres»
- 2021: «Doble o nada»

### Sencillos promocionales
- 2019: «Por Ti» (con Raoul Vázquez como BSO de la película Terra Willy: Planeta Desconocido)[22]

- 2019: Banda sonora Playmobil: la película[23]
- 2021: «Desde ya» Banda sonora Campaña Disney Princess Celebration

### Colaboraciones
- 2022: «Som de Foc» con Porto Belo
- 2023: «RSVP» con Dominik Klein
- 2023: «Rosas» con Sandra Groove
- 2023: «Perdona si te olvido» con Última Llave